# 폭스바겐 페이톤

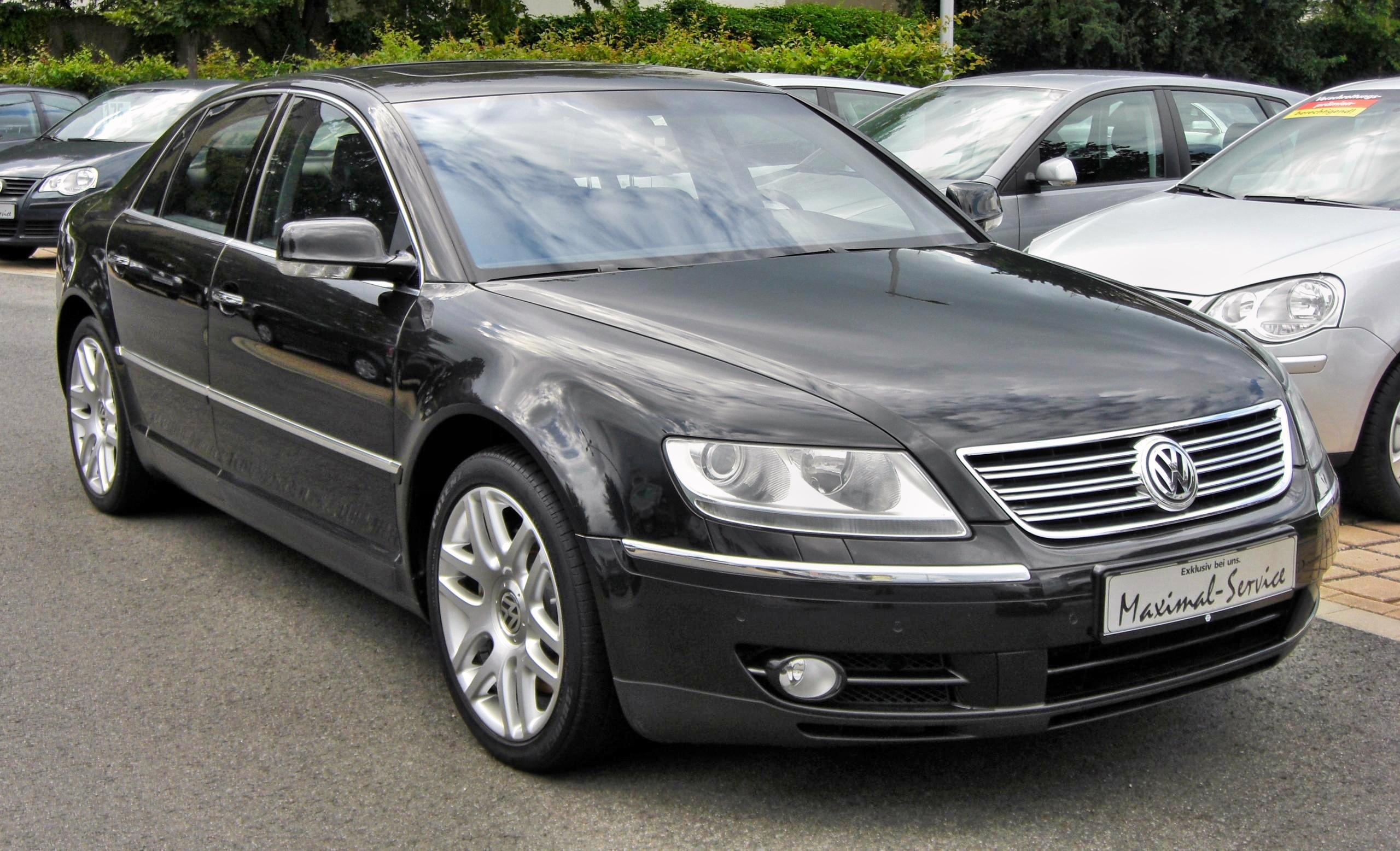
폭스바겐 페이톤(전기형) 정측면

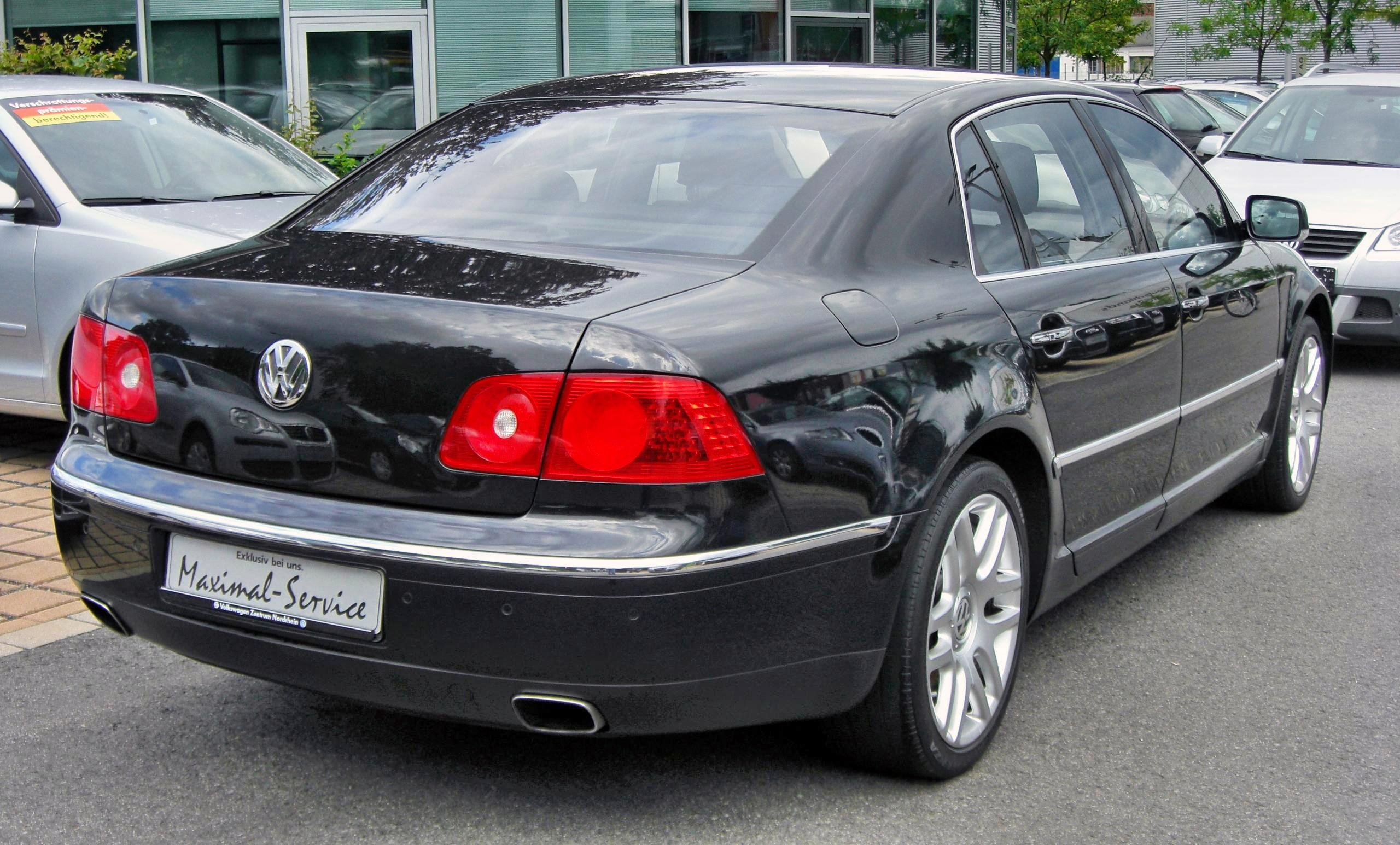
폭스바겐 페이톤(전기형) 후측면

폭스바겐 페이톤 (VW Phaeton)은 2002년에 출시된 폭스바겐의 4륜구동 대형 세단이다. 폭스바겐 그룹의 자회사인 벤틀리의 플라잉 스퍼와 플랫폼을 공용하며, 작센주 드레스덴에 있는 전용 공장에서 수작업으로 생산했다. 한편 여기서 형제차인 벤틀리 플라잉 스퍼 1세대도 생산해 왔으나, 2세대부터는 생산라인이 확충된 영국 크루 공장으로 생산지를 옮겼다. 2010년에 페이스리프트를 거쳤다.
저조한 판매 실적에 디젤게이트 사태가 겹치면서 2016년 3월에 후속 차종 없이 단종됐고, 그나마 페이톤이 많이 팔렸던 국가 중 하나인 대한민국에서도 2014년에 이미 수입이 중단되어 사실상 폭스바겐 투아렉이 플래그십 역할을 맡고 있다. 중국에서는 유일하게 인기가 있던 시장이어서, 폭스바겐 피데온이 페이톤의 후속 차종으로 생산, 판매 중이다.
2022년에는 개발을 마쳤으나 시판하지 못했던 2세대 모델의 프로토타입이 공개되기도 하였다.
페이톤이 단종된 후, 드레스덴 공장에서는 한동안 골프 EV를 생산해 왔다. 드레스덴 공장은 EV 생산기지로 전환한다는 설이 있었으나, iD 시리즈 등의 폭스바겐 EV는 주로 츠비카우 공장에서 생산 중이다.

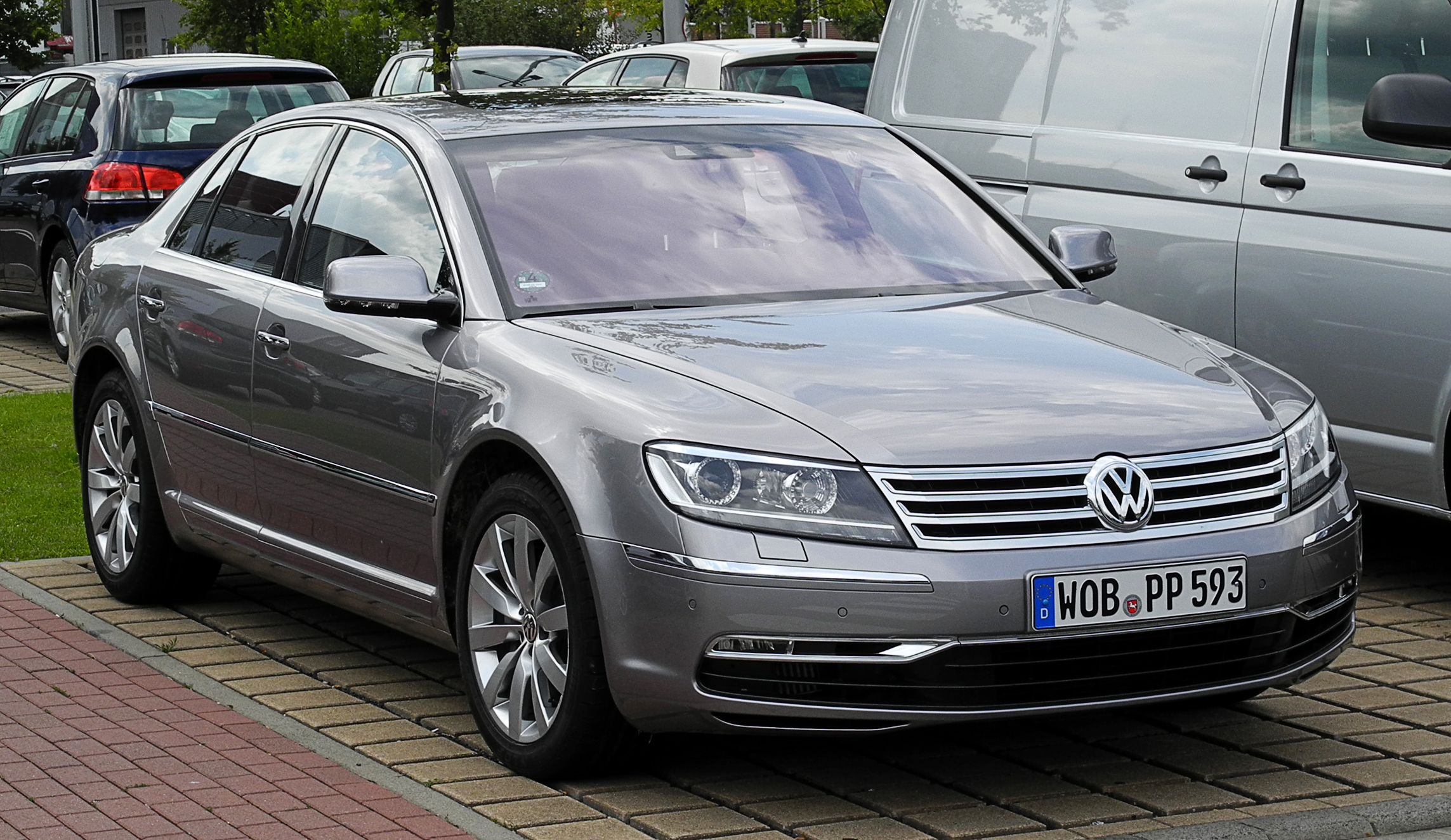
폭스바겐 페이톤(후기형) 정측면
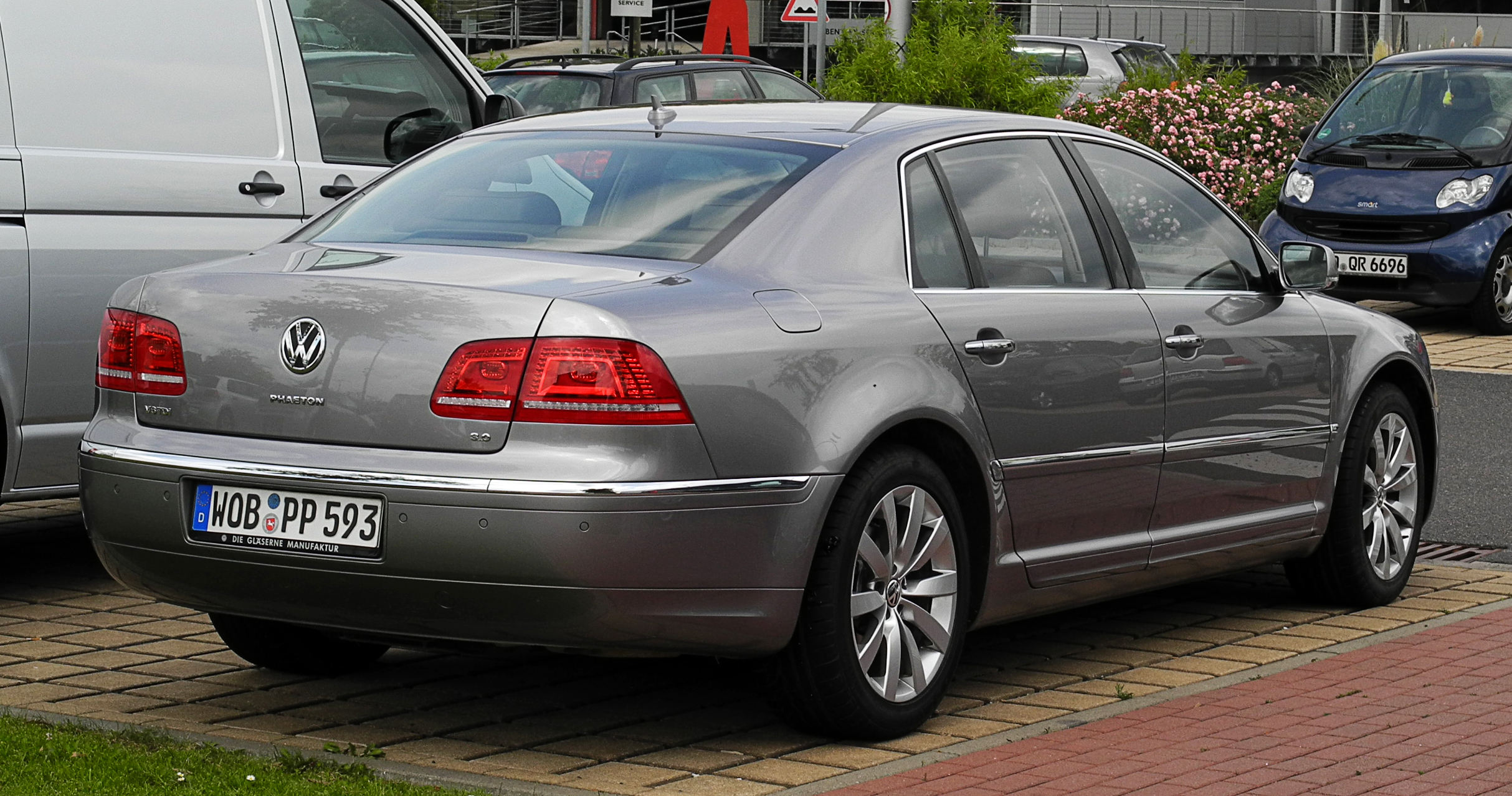
폭스바겐 페이톤(후기형) 후측면